# تششمة كلان جديد (مقاطعة دلفان)
تششمة كلان جديد (بالفارسية: چشمه کلان جدید) هي قرية تقع في قسم ايتيوند الجنوبي الريفي (مقاطعة دلفان) في إيران.